# Comuna Ceceliivka, Petrove
Ceceliivka (în ucraineană Чечеліївка) este o comună în raionul Petrove, regiunea Kirovohrad, Ucraina, formată din satele Ceceliivka (reședința) și Oleksandrivka.

## Demografie
Componența lingvistică a comunei Ceceliivka
     Ucraineană (97,3%)
     Rusă (2,06%)
     Alte limbi (0,57%)
Conform recensământului din 2001, majoritatea populației comunei Ceceliivka era vorbitoare de ucraineană (97,3%), existând în minoritate și vorbitori de rusă (2,06%).